# Anna Lesznai
Anna Lesznai pseudonimo di Amália Moscowitz (Nižný Hrušov, 3 gennaio 1885 – New York, 2 ottobre 1966) è stata una poetessa, pittrice e illustratrice ungherese.

## Biografia
Amália Moscowitz (chiamata Máli in famiglia) crebbe nei dintorni di Košice, nella tenuta Leznai dei suoi nobili genitori, Gejza Moscowitz (morto nel 1913) e Hermina Hatvany. Il padre era stato il segretario personale del primo ministro Gyula Andrássy. Lo scrittore Lajos Hatvany era suo cugino.
Anna Lesznai ebbe uno studio in comune con il pittore Dezső Orbán e posò per lui. Nel 1911 espose i suoi quadri nella seconda mostra del gruppo artistico Nyolcak ("Gli otto") Pubblicò poesie sulla rivista letteraria Nyugat. Era amica comune di György Lukács e Béla Balázs, che le dedicò un'opera teatrale nel 1911, ed era anche amica della psicanalista Edit Gyömrői. Era un membro del gruppo di discussione di sinistra noto come Circolo domenicale di Budapest. Sposò diciassettenne Károly Garai, da cui ebbe il figlio Kari, e divorziò poco dopo la nascita del figlio. Si risposò con il sociologo Oszkár Jászi nel 1913 ed ebbe tre figli con lui, fra cui il futuro germanista Andrew Jászi (1917-1998), prima di divorziare nel 1918. Dopo la soppressione della Repubblica Sovietica Ungherese nel 1919, soggiornò prima nella sua tenuta di campagna di Hrušov, poi emigrò a Vienna e sposò l'illustratore di quindici anni più giovane Tibor Gergely, che aveva conosciuto tramite il Circolo della domenica. Entrò a far parte della Lega delle artiste in Austria (VBKÖ) e fu ammessa nel sodalizio artistico Hagenbund nel 1930. Nel 1925 illustrò per Balázs la Der Phantasie-Reiseführer das ist Ein Baedeker der Seele für Sommerfrischler. A causa della repressione politica e dell'antisemitismo, emigrò negli Stati Uniti con Gergely nel 1939. Anche se non riusciva a tenere il passo con la lingua, Gergely riuscì ad avere successo come autore e illustratore di libri per bambini.
Nel 1976, una mostra postuma è stata dedicata alle sue opere presso la Galleria nazionale ungherese di Budapest.

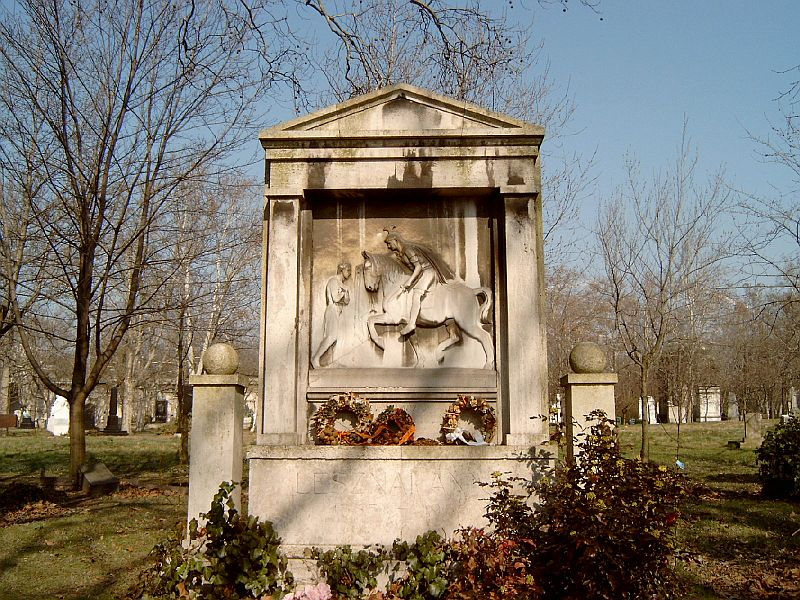
Tomba al cimitero di Kerepesi, Budapest

## Opere

### Autobiografie
- Kezdetben volt a kert, Karlsruhe, 1965
- Diario inedito, pubblicato in parte: Éva Karádi, Erzsébet Vezér (a cura di), Georg Lukács, Karl Mannheim und der Sonntagskreis, pp. 129–140
- Erzsébet Vezér, Intervista Archiviato il 4 marzo 2016 in Internet Archive., 23 giugno 1965

### Altre opere
- Hazajáró versek. Költemények, Budapest, Nyugat, Bp., 1909
- A kis kék pillangó utazása, Bécs, 1913
- Mese a bútorokról és a kis fiúról, illustrazioni di Anna Lesznai, Gyoma, Kner Ny., 1918
- Édenkert. Versek, Gyoma, Kner, 1918
- Eltévedt litániák, Bécs, Libelli, 1922
- Virágos szerelem. Magyar szerelmes versek gyűjteménye, illustrazioni di Anna Lesznai, Pantheon, 1932
- Kezdetben volt a kert. Regény, Budapest, Szépirodalmi, 1966
- Köd előttem, köd utánam. Válogatott versek, postfazione di Anna Hajnal, Budapest, Szépirodalmi, 1967
- A tervezés művészete. Előadások, Budapest–Hatvan, Népművelési Intézet–Városi Tanács V. B., 1976
- A kis pillangó utazása Lesznán és a szomszédos Tündérországban, illustrazioni di Anna Lesznai, Budapest, Móra, 1978
- Lesznai képeskönyv. Lesznai Anna írásai, képei és hímzései; con Tibor Gergely, postfazioni di Judit Szabadi, Erzsébet Vezér, Budapest, Corvina, 1978
- Dolgok öröme, postfazione di Erzsébet Vezér, Budapest, Szépirodalmi, 1985
- Idődíszítés. Mesék és rajzok, postfazione di Ildikó Boldizsár, Budapest–Hatvan, Petőfi Irodalmi Múzeum–Hatvany Lajos Múzeum–Nemzeti Tankönyvkiadó, 2007
- Wahre Märchen aus dem Garten Eden, prefazione di György Fehéri, Berlin, Das Arsenal, 2008
- Sorsával tetováltan önmaga. Válogatás Lesznai Anna naplójegyzeteiből, Budapest–Hatvan, Petőfi Irodalmi Múzeum–Hatvany Lajos Múzeum,2010
- Kezdetben volt a kert, 1-2.; postfazione di János Kőbányai, Budapest, Múlt és Jövő, 2015